# Гомельська губернія
Гомельська губернія, губернія РРФСР. Губернське місто — Гомель.
Була створена 11 червня 1919 року.
До її складу увійшли 9 повітів ліквідованої Могилівської губернії, 4 повіти Чернігівської губернії (Клинцівський, Новозибківський, Мглинський, Стародубський повіти), 1 повіт Мінської губернії.
У березні 1924 Бихівський повіт, Климовицький повіт, Могилівський повіт, Рогачовський повіт, Чауський повіт, Чериківський повіт, частина Речицького повіту увійшли до складу БРСР.
6 грудня 1926 року губернія ліквідована. Гомельський повіт і Річицький повіт увійшли до складу БРСР, а Клинцівський повіт, Новозибковський повіт, Мглинський, Стародубський повіт — увійшли до складу Брянської губернії РРФСР.
15 січня 1938 року створена Гомельська область з центром у місті Гомель.

## Поділ
- Бихівський повіт (ліквідований у лютому 1923)
- Гомельський повіт
- Горецький повіт
- Климовицький повіт
- Мглинський повіт (ліквідований у травні 1922)
- Могилівський повіт
- Новозибківський повіт
- Оршанський повіт (у листопаді 1920 переданий до Вітебської губернії)
- Почепський повіт (з травня 1922, у травні 1923 увійшов до Брянської губернії)
- Стародубський повіт
- Суразький повіт (у травні 1922 перейменовано на Клинцівський повіт)
- Речицький повіт
- Рогачовський повіт
- Чауський повіт (ліквідований у травні 1922)
- Чериковський повіт